# Return of the Wu & Friends
Return of the Wu & Friends – kompilacyjny album amerykańskiej grupy hip-hopowej Wu-Tang Clan zmiksowany przez DJ-a i przyjaciela grupy Mathematicsa, wydany 16 lutego 2010 roku nakładem wytwórni Gold Dust Media.

## Lista utworów
Opracowano na podstawie źródła.
1. Clap 2010 - 2:42
2. Respect 2010 - 3:41
3. It's What It Is - 3:21
4. Strawberries & Cream - 4:05
5. Station ID Break - 2:13
6. All Flowers - 4:00
7. John 3:16 - 3:15
8. Treez - 3:45
9. What It Is - 3:37
10. Iron God Chamber - 3:43
11. Real Nillaz - 4:57
12. Rush - 3:53
13. Da Way We Were - 4:29
14. Early Grave - 2:45
15. Keep Pace - 3:32
16. Spotlite - 4:25